# American Pastoral
American Pastoral (bra: Pastoral Americana; prt: Uma História Americana) é um filme estadunidense de 2016, do gênero drama histórico-policial, dirigido por Ewan McGregor, com roteiro de John Romano baseado no romance American Pastoral, de Philip Roth.

## Sinopse
Astro do esporte no colégio torna-se empresário bem-sucedido, casado com uma rainha da beleza. O casal leva uma vida tranquila para os padrões da classe média, até que sua filha adolescente é acusada de terrorismo e desaparece. Na busca por sua filha, o casal precisa ir além das aparências e confrontar as transformações da sociedade ao redor.

## Elenco
- Ewan McGregor ... Seymour "Swede" Levov
- Jennifer Connelly ... Dawn Dwyer Levov
- Dakota Fanning ... Meredith "Merry" Levov
- Rupert Evans ... Jerry Levov
- Valorie Curry ... Rita Cohen
- David Strathairn  ... Nathan Zuckerman
- Uzo Aduba ... Vicky
- Molly Parker ... Dr. Sheila Smith
- Peter Riegert ... Lou Levov